# De Monarchia
De Monarchia (traduit en français par La Monarchie) est le titre d'un essai de philosophie politique de Dante Alighieri. Rédigé en latin, il a probablement été écrit entre 1310 et 1313.

## Présentation générale
Pour un article plus général, voir Guelfes et gibelins.
C'est peut-être le décès d'Henri VII de Luxembourg, souverain du Saint-Empire romain germanique, en 1313, qui donne à Dante l'idée de ce traité. En effet, avec ce monarque disparaissent tous les espoirs de Dante de voir un jour l'autorité impériale restaurée sur la péninsule italienne. Comme Jean de Paris, Dante prône le droit divin des rois En fidèle interprète de l’aristotélisme de saint Thomas d’Aquin, il veut en effet sauvegarder l’essentiel du pouvoir de l’Église, mais admet la nécessité de la monarchie ou de l’empire, et affirme que l’autorité impériale est dans la dépendance immédiate de Dieu.
Pour cela, il écarte les arguments de l’Écriture et ceux de la tradition, pour faire appel à la raison. Il distingue deux fins de l’homme, un bonheur raisonnable dans le cadre politique de la cité pour la vie temporelle et la béatitude de la contemplation de Dieu pour la vie éternelle, auxquelles correspondent deux moyens, la philosophie et ses vertus morales et intellectuelles, et la théologie avec ses vertus théologales.
Pour régir cet univers au temporel et au spirituel, deux maîtres et leur pouvoir suprême sont nécessaires : un souverain pontife unique et un empereur unique en l’occurrence l’empereur germanique élu du peuple romain. Cette thèse de Dante, proche d’une utopie, était incompatible avec l’existence de royaumes indépendants, et eut peu d’écho dans les siècles suivants. Cependant, au jugement d’Étienne Gilson, peu d’œuvres peuvent se comparer au traité de Dante au Moyen Âge.

## Plan
De Monarchia est un traité assez court. Il est articulé en trois livres :
- Livre premier : 14 chapitres[3] ;
- Livre deuxième : 11 chapitres ;
- Livre troisième : 15 chapitres.

## Résumé

### Livre premier
Dante ouvre l'essai sur le constat que « parmi les vérités cachées et utiles, la connaissance de la Monarchie temporelle est non seulement des plus utiles, mais aussi des plus secrètes, et que personne ne s'y est engagé... » Il poursuit en faisant l'éloge de la monarchie universelle comme système politique idéal pour garantir la justice et la paix et, par conséquent, le bonheur des hommes. « Il s'ensuit que la Monarchie est nécessaire au bien-être du monde. »

### Livre deuxième
L'auteur tente de montrer que c'est le peuple romain qui doit posséder l'autorité suprême, car il est héritier de l'Empire romain selon le droit, c'est-à-dire selon la volonté de Dieu, et non seulement selon la force.

### Livre troisième
La dernière partie traite des rapports entre l'empereur et le pape, tous les deux tirent leur autorité de Dieu, mais chacun doit l'exercer dans son propre champ de souveraineté : le domaine spirituel pour le pape et le domaine temporel pour l'empereur en vue d'arriver à une symbiose. Dante déplore la faiblesse de ferveur des pouvoirs chrétiens.

## Postérité
En 1329 le De Monarchia, accusé d’hérésie par Bertrand du Pouget, est brûlé sur le bûcher. En 1559, il est mis dans le premier 'Index des livres interdits et y reste jusqu'en 1881.

Plus récemment, en 1921, le pape Benoît XV a fait allusion à la colère de Dante envers les papes dans son encyclique In Praeclara Summorum sur le poète :« Il est vrai, Dante a des invectives extrêmement sévères et offensantes contre des Papes de son temps ; mais il visait ceux dont il ne partageait point les vues politiques et qui étaient, pensait-il, de connivence avec le parti qui l'avait exilé de son foyer et de sa patrie. » 